# Mermessus rapidulus
Mermessus rapidulus är en spindelart som först beskrevs av Bishop och Crosby 1938.  Mermessus rapidulus ingår i släktet Mermessus och familjen täckvävarspindlar. Inga underarter finns listade i Catalogue of Life.